# دانشگاه فناوری و اقتصاد بوداپست
دانشگاه فناوری و اقتصاد بوداپست به اختصار بی‌ام‌ای (مجاری: Budapesti Műszaki és Gazdaságtudományi Egyetem؛ به اختصار BME یا Műegyetem) مهمترین دانشگاه فناوری در مجارستان، قدیمی‌ترین مؤسسه فناوری دارای رتبه و ساختار دانشگاه در جهان از ۱۷۸۲ و اولین مؤسسهٔ اروپا است که در سطح دانشگاهی مهندس تربیت کرد. امروزه در این دانشگاه بیش از ۱۱۰ گروه و مؤسسه در ساختار هشت دانشکده فعالیت می‌کنند و حدود ۷۰٪ مدرک مهندسی مجارستان را صادر می‌کند. ۳۴ استاد و محقق دانشگاه عضو فرهنگستان علوم مجارستان هستند. دوره‌های آموزشی در بی‌ام‌ای به پنج زبان مجاری، انگلیسی، آلمانی، فرانسوی و روسی ارائه می‌شود. با راه‌اندازی سیستم نمره‌دهی و انتقال واحدهای درسی ای‌سی‌تی‌اس در سال ۱۹۹۵، دانشجویان این دانشگاه می‌توانند در برنامه تبادل دانشجو در اتحادیه اروپا، اراسموس ثبت‌نام کنند و از طریق شبکه مدیران برتر بین‌المللی در مهندسی بتوانند مدرک ثانویه دریافت کنند.